# Casa del Comandante (Brooklyn)
La Casa del Comandante, también conocida como Quarters A, es una casa histórica en la calle Evans en el vecindario Vinegar Hill de Brooklyn, Nueva York (Estados Unidos). Construida a partir de 1805, con una serie de modificaciones posteriores, sigue siendo un ejemplo destacado de la arquitectura federal en la ciudad de Nueva York. Fue designada Monumento Histórico Nacional en 1974 por su asociación con Matthew C. Perry, comandante del adyacente Astillero Naval de Brooklyn entre 1841 y 1843, cuya apertura de Japón hacia el oeste en 1854 revolucionó el comercio y los asuntos internacionales.

## Descripción e historia
Está ubicada en un acantilado con vista al lado occidental del Astillero Naval de Brooklyn, a unas pocas cuadras al sur del Río Este. Se accede a través de un camino cerrado en el cruce de las calles Little y Evans. Tiene tres pisos y medio de altura, de estructura de madera y acabados en listones de madera.Posee una extensa historia de alteraciones, pero el interior, su bloque principal original, conserva detalles arquitectónicos del período federal, incluidas las ventanas laterales emplomadas de la entrada principal, los paneles de madera tallada y los pisos de madera (aunque estos últimos han sido recubiertos). El bloque original se construyó entre 1805 y 1806, supuestamente según un diseño de Charles Bulfinch y John McComb, Jr. Las adiciones aumentaron sustancialmente el tamaño de la casa en 1860, 1904 y 1936.
Fue construida como alojamiento para el comandante del Astillero Naval de Brooklyn. En particular, fue el hogar del comodoro Matthew C. Perry entre 1841 y 1843. Perry fue asignado al astillero de 1833 a 1843 en una variedad de roles, tiempo durante el cual se le atribuye la mejora de la navegación de barcos de vapor de la Marina, la educación de los soldados y oficiales comisionados, y la mejora del servicio de faros de la nación. El logro característico de Perry fue su expedición de 1854 a Japón, en la que obligó a la nación anteriormente enclaustrada a abrir sus fronteras más ampliamente, inaugurando una serie de cambios económicos y geopolíticos.
Fue declarada Monumento Histórico Nacional en 1974, cuando aún formaba parte del astillero activo. Los propietarios actuales son Charles Gilbert y Jennifer Jones, que la compraron en 1997.